# 汉斯-奥拉夫·亨克尔

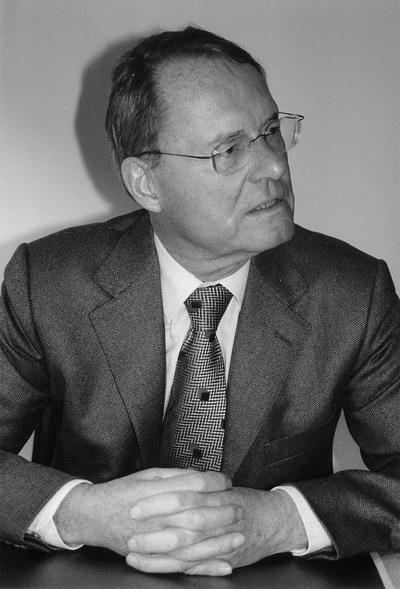
Hans-Olaf Henkel

汉斯-奥拉夫·亨克尔（Hans-Olaf Henkel，1940年3月14日—），生于德国汉堡，曾任德国工业联合会主席以及德国著名的学术联合团体莱布尼茨学会主席。

## 链接
- 德国之声对亨克尔的一篇专访 （页面存档备份，存于）